# Sítio do Capitão José Manoel, Porto Feliz, 1839
Sítio do Capitão José Manoel, Porto Feliz, 1839 é uma pintura de Sylvio Alves. A data de criação é 1943. Está localizada na Sala das Monções, no Museu Paulista. Trata-se de uma representação do Rio Tietê.
Como integrante da Sala das Monções, o quadro compõe o tema fluvial da sala. A obra já estava na sala na década de 1940, pouco após ser pintada.
O quadro baseia-se em uma aquarela de Miguelzinho Dutra, intitulada Sítio do capitão José Manoel abaixo de Porto Feliz, de 1845. Supõe-se que a produção da pintura por Alves tenha se dado a partir de orientações de Afonso d'Escragnolle Taunay.
Alves adotou um estilo pouco delicado em Sítio do Capitão José Manoel, Porto Feliz, 1839, em comparação com o estilo poético de Dutra. Foi dito que há acentuada marcação geométrica numa casa, às margens do rio -- este ocupa praticamente todo o primeiro plano. Uma mudança entre a aquarela e a pintura de Alves é que a aquarela possui um pequeno barco com destaque na representação, com duas pessoas a bordo, enquanto que a pintura possui apenas uma canoa atracada à margem.
A obra foi produzida com tinta a óleo. Suas medidas são: 49,2 centímetros de altura e 60 centímetros de largura.
A tela faz parte da Coleção Fundo Museu Paulista. O número de inventário é 1-19429-0000-0000. É uma das várias obras de Alves nessa coleção.